# Parnassia mexicana
Parnassia mexicana är en benvedsväxtart som beskrevs av Rose. Parnassia mexicana ingår i släktet Parnassia och familjen Celastraceae. Inga underarter finns listade.